# 母親 (1987年電視劇)
《母親》是香港亞洲電視製作的一套時裝電視劇，共20集，監製是丁亮。首播於1987年亞洲電視。此電視劇由鮑起靜領銜主演。楊仲恩、劉少君和陳靖允飾演兒女。

## 洛家
- 鲍起靜 飾 文佩珊
- 羅樂林 飾 洛振華
- 楊仲恩 飾 洛家俊
- 劉少君 飾 洛家明
- 陳靖允 飾 洛家麗
- 陳麗雲 飾 華母
- 敖龍   飾 華父

## 文家
- 黎宣 飾 珊母

## 何家
- 關偉倫 飾 何家威
- 孟麗萍 飾 張瑞蘭
- 潘銑儀 飾 何子君

## 其他
- 羅石青 飾 李盛茂
- 凌文海 飾 大隻廣
- 馮真 飾 三姑
- 阮令濤 飾 張財
- 楊得時 飾 劉志恆

## 外部連結
1. ↑  https://www.youtube.com/watch?v=yPWdv3yYjEw
2. ↑  https://baike.baidu.hk/pic/%E6%AF%8D%E8%A6%AA/16774051/1/eac4b74543a982263ba5e3c58482b9014b90ebe9?fr=lemma&ct=single#aid=1918808130&pic=63d9f2d3572c11dfb28f75c16d2762d0f603c2f2 （页面存档备份，存于）>